# چشم‌سفیدهای هلیا
چشم‌سفیدهای هلیا (نام علمی: Heleia) نام یک سرده از تیره چشم‌سفید است.